# Aplidium densum
Aplidium densum is een zakpijpensoort uit de familie van de Polyclinidae. De wetenschappelijke naam van de soort is voor het eerst geldig gepubliceerd in 1872 door Alfred Giard.